# إيفلين هارت
إيفلين هارت (بالإنجليزية: Evelyn Hart) (و. 1956  م) هي راقصة باليه كندية، ولدت في تورونتو.

## جوائز
حصلت على جوائز منها:
- شارع المشاهير الكندي [الإنجليزية]‏ (2000)
- زمالة الجمعية الملكية الكندية
- شريك وسام كندا.